# Cleveland Cavaliers 2017-2018
La stagione 2017-2018 dei Cleveland Cavaliers è stata la 48ª stagione della franchigia nella NBA.

## Draft
Il Draft NBA 2017 si è tenuto il 22 giugno 2017 al Barclays Center a Brooklyn. I Cavaliers non avevano scelte al draft.

## Roster
| \| Pos. \| Num. \| Naz. \| Nome \| Altezza \| Peso \| Data nascita \| Provenienza \| \| ---- \| ---- \| ---- \| ---------------------- \| ------- \| ------ \| ------------ \| -------------------------------- \| \| P \| 81 \| \| Calderón, José \| 190 cm \| 91 kg \| 28-09-1981 \| Spagna \| \| G \| 1 \| \| Hood, Rodney \| 203 cm \| 93 kg \| 20-10-1992 \| Duke \| \| P \| 3 \| \| Hill, George \| 191 cm \| 85 kg \| 24-05-1986 \| IUPUI \| \| A \| 32 \| \| Green, Jeff \| 206 cm \| 106 kg \| 28-08-1986 \| Georgetown \| \| G/AP \| 10 \| \| Holland, John (TW) \| 193 cm \| 93 kg \| 06-11-1988 \| Boston University \| \| AP \| 23 \| \| James, LeBron (C) \| 203 cm \| 113 kg \| 30-12-1984 \| St. Vincent-St. Mary High School \| \| G/AP \| 26 \| \| Korver, Kyle \| 201 cm \| 96 kg \| 17-03-1981 \| Creighton \| \| AG/C \| 0 \| \| Love, Kevin (C) \| 205 cm \| 110 kg \| 07-09-1988 \| UCLA \| \| AP \| 16 \| \| Osman, Cedi \| 203 cm \| 88 kg \| 08-04-1995 \| Turchia \| \| C \| 21 \| \| Perkins, Kendrick \| 208 cm \| 122 kg \| 10-11-1984 \| Clifton J. Ozen High School \| \| P \| 15 \| \| Perrantes, London (TW) \| 188 cm \| 86 kg \| 03-10-1994 \| Virginia \| \| G \| 5 \| \| Smith, J. R. \| 198 cm \| 100 kg \| 09-09-1985 \| Saint Benedict's Prep School \| \| AG/C \| 13 \| \| Thompson, Tristan \| 206 cm \| 108 kg \| 13-03-1991 \| Texas \| \| C \| 41 \| \| Žižić, Ante \| 211 cm \| 115 kg \| 04-01-1997 \| Croazia \| \| AG \| 22 \| \| Nance, Larry \| 206 cm \| 104 kg \| 01-01-1993 \| Wyoming \| \| P \| 8 \| \| Clarkson, Jordan \| 196 cm \| 88 kg \| 07-06-1992 \| Missouri \| \| AG \| 9 \| \| White, Okaro \| 203 cm \| 98 kg \| 13-08-1992 \| Florida State \| | Allenatore - Tyronn Lue Assistente/i - Larry Drew (Assoc. HC) - Jim Boylan - Phil Handy - Damon Jones - Mike Longabardi - James Posey - Vitalij Potapenko Legenda - (C) Capitano - (FA) Free agent - (S) Sospeso - (TW) Contratto Two-way - (GL) Assegnato a squadra G League affiliata - Infortunato Roster • Transazioni · Ultima transazione: 11 aprile 2018 |                        |                        |         |        |              |                                  |
| Pos. | Num. | Naz.                   | Nome                   | Altezza | Peso   | Data nascita | Provenienza                      |
| P | 81 | Spagna (bandiera)      | Calderón, José         | 190 cm  | 91 kg  | 28-09-1981   | Spagna                           |
| G | 1 | Stati Uniti (bandiera) | Hood, Rodney           | 203 cm  | 93 kg  | 20-10-1992   | Duke                             |
| P | 3 | Stati Uniti (bandiera) | Hill, George           | 191 cm  | 85 kg  | 24-05-1986   | IUPUI                            |
| A | 32 | Stati Uniti (bandiera) | Green, Jeff            | 206 cm  | 106 kg | 28-08-1986   | Georgetown                       |
| G/AP | 10 | Porto Rico (bandiera)  | Holland, John (TW)     | 193 cm  | 93 kg  | 06-11-1988   | Boston University                |
| AP | 23 | Stati Uniti (bandiera) | James, LeBron (C)      | 203 cm  | 113 kg | 30-12-1984   | St. Vincent-St. Mary High School |
| G/AP | 26 | Stati Uniti (bandiera) | Korver, Kyle           | 201 cm  | 96 kg  | 17-03-1981   | Creighton                        |
| AG/C | 0 | Stati Uniti (bandiera) | Love, Kevin (C)        | 205 cm  | 110 kg | 07-09-1988   | UCLA                             |
| AP | 16 | Turchia (bandiera)     | Osman, Cedi            | 203 cm  | 88 kg  | 08-04-1995   | Turchia                          |
| C | 21 | Stati Uniti (bandiera) | Perkins, Kendrick      | 208 cm  | 122 kg | 10-11-1984   | Clifton J. Ozen High School      |
| P | 15 | Stati Uniti (bandiera) | Perrantes, London (TW) | 188 cm  | 86 kg  | 03-10-1994   | Virginia                         |
| G | 5 | Stati Uniti (bandiera) | Smith, J. R.           | 198 cm  | 100 kg | 09-09-1985   | Saint Benedict's Prep School     |
| AG/C | 13 | Canada (bandiera)      | Thompson, Tristan      | 206 cm  | 108 kg | 13-03-1991   | Texas                            |
| C | 41 | Croazia (bandiera)     | Žižić, Ante            | 211 cm  | 115 kg | 04-01-1997   | Croazia                          |
| AG | 22 | Stati Uniti (bandiera) | Nance, Larry           | 206 cm  | 104 kg | 01-01-1993   | Wyoming                          |
| P | 8 | Stati Uniti (bandiera) | Clarkson, Jordan       | 196 cm  | 88 kg  | 07-06-1992   | Missouri                         |
| AG | 9 | Stati Uniti (bandiera) | White, Okaro           | 203 cm  | 98 kg  | 13-08-1992   | Florida State                    |

## Classifiche

### Central Division
| Central Division        | Central Division | Central Division | Central Division | Central Division | Central Division | Central Division | Central Division | Central Division |
| Squadra                 | V                | S                | V%               | PR               | Casa             | Trasf            | Div              | PG               |
| ----------------------- | ---------------- | ---------------- | ---------------- | ---------------- | ---------------- | ---------------- | ---------------- | ---------------- |
| y – Cleveland Cavaliers | 50               | 32               | .610             | 9,0              | 29–12            | 21–20            | 11–5             | 82               |
| x – Indiana Pacers      | 48               | 34               | .585             | 11,0             | 27–14            | 21–20            | 10–6             | 82               |
| x – Milwaukee Bucks     | 44               | 38               | .537             | 15,0             | 25–16            | 19–22            | 6–10             | 82               |
| Detroit Pistons         | 39               | 43               | .476             | 20,0             | 25–16            | 14–27            | 9–7              | 82               |
| Chicago Bulls           | 27               | 55               | .329             | 32,0             | 17–24            | 10–31            | 4–12             | 82               |

### Eastern Conference
| Eastern Conference | Eastern Conference        | Eastern Conference | Eastern Conference | Eastern Conference | Eastern Conference | Eastern Conference |
| #                  | Squadra                   | V                  | S                  | V%                 | PR                 | PG                 |
| ------------------ | ------------------------- | ------------------ | ------------------ | ------------------ | ------------------ | ------------------ |
| 1                  | c – Toronto Raptors *     | 59                 | 23                 | .720               | –                  | 82                 |
| 2                  | x – Boston Celtics        | 55                 | 27                 | .671               | 4,0                | 82                 |
| 3                  | x – Philadelphia 76ers    | 52                 | 30                 | .634               | 7,0                | 82                 |
| 4                  | y – Cleveland Cavaliers * | 50                 | 32                 | .610               | 9,0                | 82                 |
| 5                  | x – Indiana Pacers        | 48                 | 34                 | .585               | 11,0               | 82                 |
| 6                  | y – Miami Heat *          | 44                 | 38                 | .537               | 15,0               | 82                 |
| 7                  | x – Milwaukee Bucks       | 44                 | 38                 | .537               | 15,0               | 82                 |
| 8                  | x – Wash. Wizards         | 43                 | 39                 | .524               | 16,0               | 82                 |
|                    |                           |                    |                    |                    |                    |                    |
| 9                  | Detroit Pistons           | 39                 | 43                 | .476               | 20,0               | 82                 |
| 10                 | Charlotte Hornets         | 36                 | 46                 | .439               | 23,0               | 82                 |
| 11                 | N.Y. Knicks               | 29                 | 53                 | .354               | 30,0               | 82                 |
| 12                 | Brooklyn Nets             | 28                 | 54                 | .341               | 31,0               | 82                 |
| 13                 | Chicago Bulls             | 27                 | 55                 | .329               | 32,0               | 82                 |
| 14                 | Orlando Magic             | 25                 | 57                 | .305               | 34,0               | 82                 |
| 15                 | Atlanta Hawks             | 24                 | 58                 | .293               | 35,0               | 82                 |

## Calendario e risultati

### Playoff

#### Primo turno

##### (4) Cleveland Cavaliers – (5) Indiana Pacers
| Playoffs 2018                                | Playoffs 2018                                | Playoffs 2018                                | Playoffs 2018                                | Playoffs 2018                                | Playoffs 2018                                | Playoffs 2018                                | Playoffs 2018                                | Playoffs 2018                                |
| Primo turno: 4–3 (Casa: 3–1; Trasferta: 1–2) | Primo turno: 4–3 (Casa: 3–1; Trasferta: 1–2) | Primo turno: 4–3 (Casa: 3–1; Trasferta: 1–2) | Primo turno: 4–3 (Casa: 3–1; Trasferta: 1–2) | Primo turno: 4–3 (Casa: 3–1; Trasferta: 1–2) | Primo turno: 4–3 (Casa: 3–1; Trasferta: 1–2) | Primo turno: 4–3 (Casa: 3–1; Trasferta: 1–2) | Primo turno: 4–3 (Casa: 3–1; Trasferta: 1–2) | Primo turno: 4–3 (Casa: 3–1; Trasferta: 1–2) |
| Partita                                      | Data                                         | Avversario                                   | Punteggio                                    | Più punti                                    | Più rimbalzi                                 | Più assist                                   | Spettatori                                   | Serie                                        |
| -------------------------------------------- | -------------------------------------------- | -------------------------------------------- | -------------------------------------------- | -------------------------------------------- | -------------------------------------------- | -------------------------------------------- | -------------------------------------------- | -------------------------------------------- |
| 1                                            | 15 aprile                                    | Indiana Pacers                               | S 80–98                                      | LeBron James (24)                            | Kevin Love (17)                              | LeBron James (12)                            | Quicken Loans Arena 20.562                   | 0–1                                          |
| 2                                            | 18 aprile                                    | Indiana Pacers                               | V 100–97                                     | LeBron James (46)                            | LeBron James (12)                            | LeBron James (5)                             | Quicken Loans Arena 20.562                   | 1–1                                          |
| 3                                            | 20 aprile                                    | @ Indiana Pacers                             | S 90–92                                      | LeBron James (28)                            | LeBron James (12)                            | LeBron James (8)                             | Bankers Life Fieldhouse 17.923               | 1–2                                          |
| 4                                            | 22 aprile                                    | @ Indiana Pacers                             | V 104–100                                    | LeBron James (32)                            | LeBron James (13)                            | LeBron James (7)                             | Bankers Life Fieldhouse 17.923               | 2–2                                          |
| 5                                            | 25 aprile                                    | Indiana Pacers                               | V 98–95                                      | LeBron James (44)                            | James, Love (10)                             | LeBron James (8)                             | Quicken Loans Arena 20.562                   | 3–2                                          |
| 6                                            | 27 aprile                                    | @ Indiana Pacers                             | S 87–121                                     | LeBron James (22)                            | Kevin Love (7)                               | LeBron James (7)                             | Bankers Life Fieldhouse 17.923               | 3–3                                          |
| 7*                                           | 29 aprile                                    | Indiana Pacers                               | V 105–101                                    | LeBron James (45)                            | Tristan Thompson (10)                        | LeBron James (7)                             | Quicken Loans Arena 20.562                   | 4–3                                          |

#### Semifinali di conference

##### (4) Cleveland Cavaliers – (1) Toronto Raptors
| Playoffs 2018                                             | Playoffs 2018                                             | Playoffs 2018                                             | Playoffs 2018                                             | Playoffs 2018                                             | Playoffs 2018                                             | Playoffs 2018                                             | Playoffs 2018                                             | Playoffs 2018                                             |
| Semifinali di conference: 4–0 (Casa: 2–0; Trasferta: 2–0) | Semifinali di conference: 4–0 (Casa: 2–0; Trasferta: 2–0) | Semifinali di conference: 4–0 (Casa: 2–0; Trasferta: 2–0) | Semifinali di conference: 4–0 (Casa: 2–0; Trasferta: 2–0) | Semifinali di conference: 4–0 (Casa: 2–0; Trasferta: 2–0) | Semifinali di conference: 4–0 (Casa: 2–0; Trasferta: 2–0) | Semifinali di conference: 4–0 (Casa: 2–0; Trasferta: 2–0) | Semifinali di conference: 4–0 (Casa: 2–0; Trasferta: 2–0) | Semifinali di conference: 4–0 (Casa: 2–0; Trasferta: 2–0) |
| Partita                                                   | Data                                                      | Avversario                                                | Punteggio                                                 | Più punti                                                 | Più rimbalzi                                              | Più assist                                                | Spettatori                                                | Serie                                                     |
| --------------------------------------------------------- | --------------------------------------------------------- | --------------------------------------------------------- | --------------------------------------------------------- | --------------------------------------------------------- | --------------------------------------------------------- | --------------------------------------------------------- | --------------------------------------------------------- | --------------------------------------------------------- |
| 1                                                         | 1 maggio                                                  | @ Toronto Raptors                                         | V 113–112 (OT)                                            | LeBron James (24)                                         | Kevin Love (17)                                           | LeBron James (12)                                         | Air Canada Centre 19.954                                  | 1–0                                                       |
| 2                                                         | 3 maggio                                                  | @ Toronto Raptors                                         | V 128–110                                                 | LeBron James (43)                                         | Kevin Love (11)                                           | LeBron James (14)                                         | Air Canada Centre 20.127                                  | 2–0                                                       |
| 3                                                         | 5 maggio                                                  | Toronto Raptors                                           | V 105–103                                                 | LeBron James (38)                                         | Kevin Love (16)                                           | LeBron James (7)                                          | Quicken Loans Arena 20.562                                | 3–0                                                       |
| 4                                                         | 7 maggio                                                  | Toronto Raptors                                           | V 128–93                                                  | LeBron James (29)                                         | LeBron James (8)                                          | LeBron James (11)                                         | Quicken Loans Arena 20.562                                | 4–0                                                       |

#### Finali di conference

##### (4) Cleveland Cavaliers – (2) Boston Celtics
| Playoffs 2018                                         | Playoffs 2018                                         | Playoffs 2018                                         | Playoffs 2018                                         | Playoffs 2018                                         | Playoffs 2018                                         | Playoffs 2018                                         | Playoffs 2018                                         | Playoffs 2018                                         |
| Finali di conference: 4–3 (Casa: 3–0; Trasferta: 1–3) | Finali di conference: 4–3 (Casa: 3–0; Trasferta: 1–3) | Finali di conference: 4–3 (Casa: 3–0; Trasferta: 1–3) | Finali di conference: 4–3 (Casa: 3–0; Trasferta: 1–3) | Finali di conference: 4–3 (Casa: 3–0; Trasferta: 1–3) | Finali di conference: 4–3 (Casa: 3–0; Trasferta: 1–3) | Finali di conference: 4–3 (Casa: 3–0; Trasferta: 1–3) | Finali di conference: 4–3 (Casa: 3–0; Trasferta: 1–3) | Finali di conference: 4–3 (Casa: 3–0; Trasferta: 1–3) |
| Partita                                               | Data                                                  | Avversario                                            | Punteggio                                             | Più punti                                             | Più rimbalzi                                          | Più assist                                            | Spettatori                                            | Serie                                                 |
| ----------------------------------------------------- | ----------------------------------------------------- | ----------------------------------------------------- | ----------------------------------------------------- | ----------------------------------------------------- | ----------------------------------------------------- | ----------------------------------------------------- | ----------------------------------------------------- | ----------------------------------------------------- |
| 1                                                     | 13 maggio                                             | @ Boston Celtics                                      | S 83–108                                              | Kevin Love (17)                                       | Tristan Thompson (11)                                 | LeBron James (9)                                      | TD Garden 18.624                                      | 0–1                                                   |
| 2                                                     | 15 maggio                                             | @ Boston Celtics                                      | S 94–107                                              | LeBron James (42)                                     | Kevin Love (15)                                       | LeBron James (12)                                     | TD Garden 18.624                                      | 0–2                                                   |
| 3                                                     | 19 maggio                                             | Boston Celtics                                        | V 116–86                                              | LeBron James (27)                                     | Kevin Love (14)                                       | LeBron James (12)                                     | Quicken Loans Arena 20.562                            | 1–2                                                   |
| 4                                                     | 21 maggio                                             | Boston Celtics                                        | V 111–102                                             | LeBron James (44)                                     | Tristan Thompson (12)                                 | Hill, James, Love, Smith (3)                          | Quicken Loans Arena 20.562                            | 2–2                                                   |
| 5                                                     | 23 maggio                                             | @ Boston Celtics                                      | S 83–96                                               | LeBron James (26)                                     | LeBron James (10)                                     | LeBron James (5)                                      | TD Garden 18.624                                      | 2–3                                                   |
| 6                                                     | 25 maggio                                             | Boston Celtics                                        | V 109–99                                              | LeBron James (46)                                     | LeBron James (11)                                     | LeBron James (9)                                      | Quicken Loans Arena 20.562                            | 3–3                                                   |
| 7                                                     | 27 maggio                                             | @ Boston Celtics                                      | V 87–79                                               | LeBron James (35)                                     | LeBron James (15)                                     | LeBron James (9)                                      | TD Garden 18.624                                      | 4–3                                                   |

#### Finali NBA

##### (E4) Cleveland Cavaliers – (W2) Golden State Warriors
| Playoffs 2018                               | Playoffs 2018                               | Playoffs 2018                               | Playoffs 2018                               | Playoffs 2018                               | Playoffs 2018                               | Playoffs 2018                               | Playoffs 2018                               | Playoffs 2018                               |
| Finali NBA: 0–4 (Casa: 0–2; Trasferta: 0–2) | Finali NBA: 0–4 (Casa: 0–2; Trasferta: 0–2) | Finali NBA: 0–4 (Casa: 0–2; Trasferta: 0–2) | Finali NBA: 0–4 (Casa: 0–2; Trasferta: 0–2) | Finali NBA: 0–4 (Casa: 0–2; Trasferta: 0–2) | Finali NBA: 0–4 (Casa: 0–2; Trasferta: 0–2) | Finali NBA: 0–4 (Casa: 0–2; Trasferta: 0–2) | Finali NBA: 0–4 (Casa: 0–2; Trasferta: 0–2) | Finali NBA: 0–4 (Casa: 0–2; Trasferta: 0–2) |
| Partita                                     | Data                                        | Avversario                                  | Punteggio                                   | Più punti                                   | Più rimbalzi                                | Più assist                                  | Spettatori                                  | Serie                                       |
| ------------------------------------------- | ------------------------------------------- | ------------------------------------------- | ------------------------------------------- | ------------------------------------------- | ------------------------------------------- | ------------------------------------------- | ------------------------------------------- | ------------------------------------------- |
| 1                                           | 31 maggio                                   | @ G.S. Warriors                             | S 114–124 (OT)                              | LeBron James (51)                           | Kevin Love (12)                             | LeBron James (8)                            | Oracle Arena 19.596                         | 0–1                                         |
| 2                                           | 3 giugno                                    | @ G.S. Warriors                             | S 103–122                                   | LeBron James (29)                           | Kevin Love (10)                             | LeBron James (13)                           | Oracle Arena 19.596                         | 0–2                                         |
| 3                                           | 6 giugno                                    | G.S. Warriors                               | S 102–110                                   | LeBron James (33)                           | Kevin Love (13)                             | LeBron James (11)                           | Quicken Loans Arena 20.562                  | 0–3                                         |
| 4                                           | 8 giugno                                    | G.S. Warriors                               | S 85–108                                    | LeBron James (23)                           | Kevin Love (9)                              | LeBron James (8)                            | Quicken Loans Arena 20.562                  | 0–4                                         |

## Mercato

### Free Agency

#### Prolungamenti contrattuali
| Giocatore   | Contratto                      |
| ----------- | ------------------------------ |
| Kyle Korver | 3 anni – 22 milioni di dollari |

#### Acquisti
| Giocatore        | Contratto                        | Provenienza        |
| ---------------- | -------------------------------- | ------------------ |
| José Calderón    | 1 anno – 2,3 milioni di dollari  | Atlanta Hawks      |
| Jeff Green       | 1 anno – 2,3 milioni di dollari1 | Orlando Magic      |
| Cedi Osman       | 3 anni – 8,3 milioni di dollari  | Anadolu Efes       |
| Derrick Rose     | 1 anno – 2,1 milioni di dollari  | N.Y. Knicks        |
| John Holland     | Contratto Two-way                | Canton Charge      |
| Dwyane Wade      | 1 anno – 2,3 milioni di dollari  | Chicago Bulls      |
| London Perrantes | Contratto Two-way                | Virginia Cavaliers |

#### Cessioni
| Giocatore        | Motivo     | Nuova squadra                                        |
| ---------------- | ---------- | ---------------------------------------------------- |
| James Jones      | Ritirato   | Phoenix Suns (Vice Presidente Basketball Operations) |
| Walter Tavares   | Rilasciato | Raptors 905                                          |
| Derrick Williams |            | Tianjin Gold Lions                                   |

### Scambi
| 30 agosto 2017  | Cleveland CavaliersIsaiah Thomas Jae Crowder Ante Žižić Scelta 1º giro Draft 2018 Brooklyn Nets Scelta 2º giro Draft 2020 Miami Heat | Boston CelticsKyrie Irving |
| 14 ottobre 2017 | Cleveland Cavaliersdraft rights per Serhij Hladyr draft rights per Dīmītrīs Agravanīs                                                | Atlanta HawksRichard Jefferson Kay Felder Scelta 2º giro Draft 2019 Scelta 2º giro Draft 2020 Portland T. Blazers Cash considerations                                                                |
| 8 febbraio 2018 | Cleveland CavaliersRodney Hood (da Utah) George Hill (da Sacramento) Draft rights per Artūras Gudaitis (da Sacramento)               | Sacramento KingsJoe Johnson (da Utah) Iman Shumpert (da Cleveland) Scelta 2º giro Draft 2020 Miami Heat Draft rights per Dīmītrīs Agravanīs (da Cleveland) Cash considerations (da Cleveland e Utah) |
| 8 febbraio 2018 | Utah Jazz Jae Crowder (da Cleveland) Derrick Rose (da Cleveland) Diritto di scambiare Scelta 2º giro Draft 2024 con Cleveland        | |
| 8 febbraio 2018 | Cleveland CavaliersJordan Clarkson Larry Nance Jr.                                                                                   | L.A. LakersIsaiah Thomas Channing Frye Scelta protetta 1º giro Draft 2018 |
| 8 febbraio 2018 | Cleveland CavaliersScelta 2º giro Draft 2024                                                                                         | Miami HeatDwyane Wade |

## Premi individuali
| Assegnato a  | Premio                                                   | Data premio      | Ref.   |
| ------------ | -------------------------------------------------------- | ---------------- | ------ |
| LeBron James | Giocatore del mese Eastern Conference (Ottobre/Novembre) | 2 dicembre 2017  | [ 15 ] |
| LeBron James | Giocatore della settimana Eastern Conference             | 4 dicembre 2017  | [ 16 ] |
| LeBron James | Giocatore della settimana Eastern Conference             | 18 dicembre 2017 | [ 17 ] |
| LeBron James | Giocatore del mese Eastern Conference (Dicembre)         | 4 gennaio 2018   | [ 18 ] |
| LeBron James | Giocatore del mese Eastern Conference (Febbraio)         | 1 marzo 2018     | [ 19 ] |
| LeBron James | Giocatore della settimana Eastern Conference             | 19 marzo 2018    | [ 20 ] |
| LeBron James | Giocatore della settimana Eastern Conference             | 27 marzo 2018    | [ 21 ] |
| LeBron James | Giocatore del mese Eastern Conference (Marzo/Aprile)     | 12 aprile 2018   | [ 22 ] |